# مکتب فلورانس

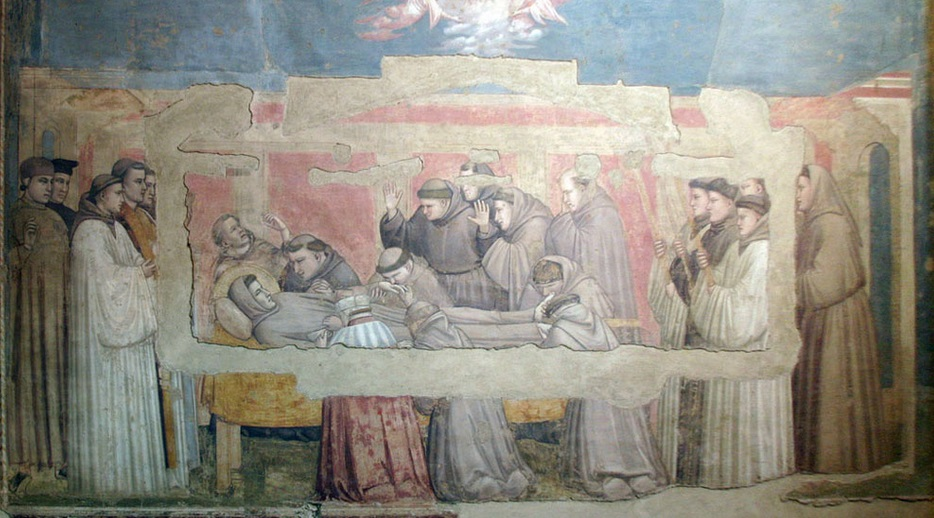
نقاشی آبرنگ از جوتو دی بوندونه در سبک فرسکو نشانگر عزاداری برای سنت فرانسیس در کلیسای کوچک سانتا کروچه

مکتب فلورانس یا مدرسهٔ فلورانس (انگلیسی: Florentine painting)  اشاره به هنرمندانی است که تحت تأثیر سبک ناتورالیستی توسعه یافته در فلورانس از قرن چهاردهم به بعد قرار گرفتند، در قرن چهاردهم جوتو دی بوندونه تلاش‌های بسیاری برای اعتلای این مکتب به کار برد. در قرن پانزدهم این مکتب پیشرو هنر نقاشی غربی بود، برخی از بهترین و شناخته‌شده‌ترین هنرمندان این مکتب عبارت هستند از فیلیپو برونلسکی، دوناتلو، میکل‌آنژ، فرا آنجلیکو، ساندرو بوتیچلی، فلیپو لیپی، ماسولینو دا پانیکال مازاتچو
این مکتب یک مکتب نقاشی بلندآوازه و پیشرو فلورانس از سدهٔ سیزدهم تا سدهٔ شانزدهم می‌باشد که پایهٔ عمده‌ای از نهضت هنری رنسانس بوده است.